# La Línea de la Concepción
La Línea de la Concepción (La Línea) là một đô thị trong tỉnh Cádiz, Tây Ban Nha.

## Dân số

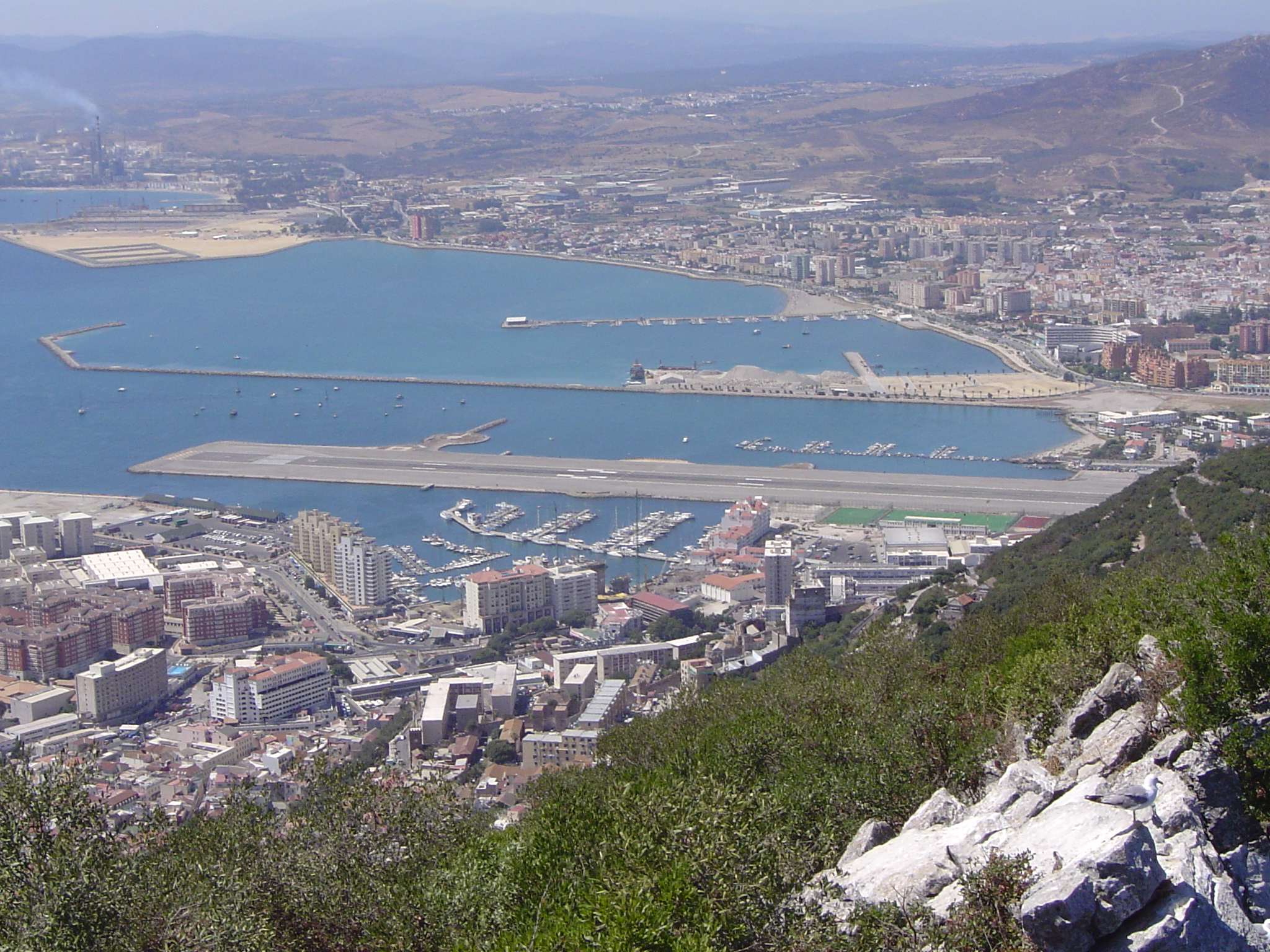
La Línea de la Concepción nhìn từ Rock of Gibraltar.

| 1999   | 2000   | 2001   | 2002   | 2003   | 2004   | 2005   |
| ------ | ------ | ------ | ------ | ------ | ------ | ------ |
| 59.828 | 59.993 | 60.565 | 60.951 | 61.892 | 61.875 | 62.682 |

Nguồn: INE (tiếng Tây Ban Nha)